# Ute Noack (Schwimmerin)
Ute Noack (* 27. Januar 1943) ist eine ehemalige deutsche Schwimmerin.

## Werdegang
1962 verbesserte sie zweimal den Europarekord über 100 Meter Schmetterling, 1964 verbesserte sie den Europarekord über 200 Meter Schmetterling.
Ihren Europarekord über 100 Meter Schmetterling verlor sie im Finale der Europameisterschaften 1962 in Leipzig an die Niederländerin Ada Kok, hinter der Noack die Silbermedaille gewann. Mit der 4-mal-100-Meter-Lagenstaffel gewann sie den Titel vor den Niederlanden, als Ingrid Schmidt, Barbara Göbel, Ute Noack und Heidi Pechstein am 23. August 1962 einen Weltrekord in 4:40,1 Minuten aufstellten. Diese Staffel wurde bei der Wahl zum Sportler des Jahres in der DDR zur Mannschaft des Jahres gewählt. Im selben Jahr erhielt sie den Vaterländischen Verdienstorden in Silber.
Bei den Olympischen Spielen 1964 in Tokio verpasste Ute Noack als Fünfte des Halbfinales den Einzug ins 100-Meter-Schmetterlingsfinale.
Ute Noack startete für den Berliner TSC.